# Pemphigus formicetorum
Pemphigus formicetorum är en insektsart som beskrevs av Walsh 1863. Pemphigus formicetorum ingår i släktet Pemphigus och familjen långrörsbladlöss. Inga underarter finns listade i Catalogue of Life.